# Official Medicines Control Laboratory
Eine Amtliche Arzneimitteluntersuchungsstelle, engl. Official Medicines Control Laboratory (OMCL) ist ein amtliches Untersuchungslabor zur Untersuchung und unabhängigen Qualitätskontrolle von Arzneimitteln und anderen der Arzneimittelüberwachung unterliegenden Stoffen.
Rechtsgrundlage für die Arbeit der OMCLs in Deutschland ist § 65 des Arzneimittelgesetzes (AMG). Danach sind im Rahmen der Überwachung des Verkehrs mit Arzneimitteln Proben zu ziehen und amtlich zu untersuchen. Der Stelle, bei der die Proben entnommen werden (zum Beispiel Apotheke, Großhändler), ist vom pharmazeutischen Unternehmer (Zulassungsinhaber) eine angemessene Entschädigung zu leisten.
Die OMCLs untersuchen die Arzneimittel daraufhin, ob diese den in der Zulassung genannten Bedingungen an Gehalt, Reinheit usw. entsprechen. Überprüft wird ferner, ob die Kennzeichnung und die Gebrauchsinformation in Überstimmung mit den gesetzlichen Anforderungen stehen. Untersucht werden auch Produkte, die im Verdacht stehen, Arzneimittelfälschungen zu sein. Einen weiteren Schwerpunkt der OMCLs stellt die Produktabgrenzung zwischen Arzneimitteln einerseits und anderen Produkten wie Lebensmitteln, Kosmetika, Medizinprodukten, Pflegemitteln usw. andererseits dar, die oft nur analytisch möglich ist.
In Deutschland ist die Arzneimittelüberwachung und damit auch die -untersuchung Angelegenheit der Bundesländer. Die Länderbehörden koordinieren ihre Arbeit in der Zentralstelle der Länder für Gesundheitsschutz bei Arzneimitteln und Medizinprodukten (ZLG).
Die europäischen OMCLs sind bei der Europäischen Direktion für die Qualität von Medikamenten (EDQM) im sogenannten OMCL network zusammengeschlossen.